# 哈爾基夫齊 (基輔州)
50°8′36″N 31°24′34″E / 50.14333°N 31.40944°E
哈爾基夫齊（烏克蘭語：Харківці）是位於烏克蘭北部的村莊，由基辅州鲍里斯皮尔区的佩雷亞斯拉夫市鎮負責管轄。該村面積2.91平方公里，海拔高度100米，2001年人口467，人口密度每平方公里160.5人。